# فهرست کشورهای مستقل و سرزمین‌های وابسته در آمریکای شمالی
این مقاله، فهرست کشورهای مستقل و مناطق غیرمستقل در آمریکای شمالی است که شامل مناطق بالای مرز پاناما-کلمبیا و جزایر دریای کارائیب می‌شود.

## سرزمین‌های مستقل
| پرچم                                     | نام کوتاه فارسی        | نام بلند فارسی           | نام کوتاه محلی                            | پایتخت               | واحد پول                       |
| ---------------------------------------- | ---------------------- | ------------------------ | ----------------------------------------- | -------------------- | ------------------------------ |
| Flag of Antigua and Barbuda              | آنتیگوا و باربودا      | آنتیگوا و باربودا        | انگلیسی: Antigua and Barbuda              | سینت جانز            | دلار کارائیب شرقی              |
| Flag of the Bahamas                      | باهاما                 | قلمرو همسود باهاما       | انگلیسی: Bahamas                          | ناسائو               | دلار باهاما                    |
| Flag of Barbados                         | باربادوس               | باربادوس                 | انگلیسی: Barbados                         | بریج‌تاون             | دلار باربادوس                  |
| Flag of Belize                           | بلیز                   | بلیز                     | انگلیسی: Belize                           | بلموپان              | دلار بلیز                      |
| Flag of Canada                           | کانادا                 | کانادا                   | انگلیسی: Canada فرانسوی: Canada‎           | اتاوا                | دلار کانادا                    |
| Flag of Costa Rica                       | کاستاریکا              | جمهوری کاستاریکا         | اسپانیایی: Costa Rica‎                     | سان خوزه (کاستاریکا) | کولون کاستاریکا                |
| Flag of Cuba                             | کوبا                   | جمهوری کوبا              | اسپانیایی: Cuba‎                           | هاوانا               | پزوی کوبا, پزوی تبدیل‌پذیر کوبا |
| Flag of Dominica                         | دومینیکا               | قلمرو همسود دومینیکا     | انگلیسی: Dominica                         | روسو (دومینیکا)      | دلار کارائیب شرقی              |
| Flag of the Dominican Republic           | جمهوری دومینیکن        | جمهوری دومینیکن          | اسپانیایی: República Dominicana‎           | سانتو دومینگو        | پزو دومینیکن                   |
| Flag of El Salvador                      | السالوادور             | جمهوری السالوادور        | اسپانیایی: El Salvador‎                    | سان سالوادور         | دلار آمریکا                    |
| Flag of Grenada                          | گرنادا                 | گرنادا                   | انگلیسی: Grenada                          | سینت‌جورجس            | دلار کارائیب شرقی              |
| Flag of Guatemala                        | گواتمالا               | جمهوری گواتمالا          | اسپانیایی: Guatemala‎                      | گواتمالاسیتی         | کوتزال گواتمالا                |
| Flag of Haiti                            | هائیتی                 | جمهوری هائیتی            | فرانسوی: Haïti‎                            | پورتو پرنس           | Haitian gourde                 |
|                                          | هندوراس                | جمهوری هندوراس           | اسپانیایی: Honduras‎                       | تگوسیگالپا           | لامپیرای هندوراس               |
| Flag of Jamaica                          | جامائیکا               | جامائیکا                 | انگلیسی: Jamaica                          | کینگستون             | دلار جامائیکا                  |
| Flag of Mexico                           | مکزیک                  | ایالات متحده مکزیک       | اسپانیایی: México‎                         | مکزیکو سیتی          | پزو مکزیک                      |
| Flag of Nicaragua                        | نیکاراگوئه             | جمهوری نیکاراگوئه        | اسپانیایی: Nicaragua‎                      | ماناگوآ              | کوردوبا نیکاراگوئه             |
| Flag of Panama                           | پاناما                 | جمهوری پاناما            | اسپانیایی: Panamá‎                         | پاناماسیتی           | بالبوآ پاناما, دلار آمریکا     |
| Flag of Saint Kitts and Nevis            | سنت کیتس و نویس        | فدراسیون سنت کیتس و نویس | انگلیسی: Saint Kitts and Nevis            | باسه‌تر               | دلار کارائیب شرقی              |
| Flag of Saint Lucia                      | سنت لوسیا              | سنت لوسیا                | انگلیسی: Saint Lucia                      | کاستریس              | دلار کارائیب شرقی              |
| Flag of Saint Vincent and the Grenadines | سنت وینسنت و گرنادین‌ها | سنت وینسنت و گرنادین‌ها   | انگلیسی: Saint Vincent and the Grenadines | کینگزتاون            | دلار کارائیب شرقی              |
| Flag of Trinidad and Tobago              | ترینیداد و توباگو      | جمهوری ترینیداد و توباگو | انگلیسی: Trinidad and Tobago              | پرت آو اسپاین        | دلار ترینیداد و توباگو         |
| Flag of the United States                | ایالات متحده آمریکا    | ایالات متحده آمریکا      | انگلیسی: United States                    | واشینگتن، دی. سی.    | دلار آمریکا                    |

## سرزمین‌های غیر مستقل
این بخش حاوی سرزمین‌هایی است که مستقل نیستند، اما بخشی از سرزمین مستقل دیگری نیز نیستند. این  موارد مثلاً شامل سرزمین‌های وابسته می‌شود.

### سرزمین‌های وابسته
سرزمین‌هایی که به‌طور بین‌المللی به‌رسمیت شناخته نشده‌اند به‌صورت ایرانیک نوشته شده‌اند.
| پرچم                                     | نام کوتاه فارسی           | نام بلند فارسی            | نام کوتاه محلی                              | پایتخت               | واحد پول          | Legal Status                                                         |
| ---------------------------------------- | ------------------------- | ------------------------- | ------------------------------------------- | -------------------- | ----------------- | -------------------------------------------------------------------- |
| Flag of Anguilla                         | آنگویلا                   | آنگویلا                   | انگلیسی: Anguilla                           | د ولی                | دلار کارائیب شرقی | سرزمین‌های آن سوی دریاهای بریتانیا                                    |
| Flag of the United States                | Bajo Nuevo Bank           | Bajo Nuevo Bank           | اسپانیایی: Bajo Nuevo‎                       | N/A                  | N/A               | Unincorporated Unorganized Territory of the United States of America |
| Flag of Bermuda                          | برمودا                    | جزایر برمودا              | انگلیسی: Bermuda پرتغالی: Bermudas          | همیلتون (برمودا)     | دلار برمودا       | سرزمین‌های آن سوی دریاهای بریتانیا                                    |
| Flag of the British Virgin Islands       | جزایر ویرجین بریتانیا     | جزایر ویرجین بریتانیا     | انگلیسی: Virgin Islands                     | رود تاون             | دلار آمریکا       | سرزمین‌های آن سوی دریاهای بریتانیا                                    |
|                                          | جزایر کیمن                | جزایر کیمن                | انگلیسی: Cayman Islands                     | George Town          | دلار جزایر کیمن   | سرزمین‌های آن سوی دریاهای بریتانیا                                    |
| Flag of Montserrat                       | مونتسرات                  | مونتسرات                  | انگلیسی: Montserrat                         | Plymouth             | دلار کارائیب شرقی | سرزمین‌های آن سوی دریاهای بریتانیا                                    |
| Flag of the United States                | جزیره ناواسا              | جزیره ناواسا              | انگلیسی: Navassa Island                     | N/A                  | دلار آمریکا       | Unincorporated Unorganized Territory of the United States            |
| Flag of Puerto Rico                      | پورتوریکو                 | قلمرو همسود پورتوریکو     | اسپانیایی: Puerto Rico‎ انگلیسی: Puerto Rico | سان خوآن             | دلار آمریکا       | U.S. Commonwealth                                                    |
| Flag of the United States                | جزیره صخره سرانیلا        | جزیره صخره سرانیلا        | اسپانیایی: Bajo Serranilla‎                  | N/A                  | N/A               | Unincorporated Unorganized Territory of the United States            |
| Flag of the Turks and Caicos Islands     | جزایر تورکس و کایکوس      | جزایر تورکس و کایکوس      | انگلیسی: Turks and Caicos Islands           | کوک برن تاون، باهاما | دلار آمریکا       | سرزمین‌های آن سوی دریاهای بریتانیا                                    |
| Flag of the United States Virgin Islands | جزایر ویرجین ایالات متحده | جزایر ویرجین ایالات متحده | انگلیسی: United States Virgin Islands       | شارلوت آمالی         | دلار آمریکا       | Unincorporated organized Territory of the United States              |

### دیگر سرزمین‌ها
| پرچم                                          | نام کوتاه فارسی                                   | نام بلند فارسی                                            | نام کوتاه محلی                                 | پایتخت                 | واحد پول         | Legal Status                                          |
| --------------------------------------------- | ------------------------------------------------- | --------------------------------------------------------- | ---------------------------------------------- | ---------------------- | ---------------- | ----------------------------------------------------- |
| Flag of Bonaire                               | بونیر                                             | بونیر                                                     | هلندی: Bonaire پاپیامنتو: Boneiru              | کرالن‌دیک               | دلار آمریکا      | جزایر کارائیب هلند                                    |
| Flag of France                                | جزیره گوادلوپ                                     | گوادلوپ                                                   | فرانسوی: Guadeloupe‎                            | باس-تر                 | یورو             | شهرستان و ناحیه‌ای از France                           |
| Flag of France                                | مارتینیک                                          | مارتینیک                                                  | فرانسوی: Martinique‎                            | فور-دو-فرانس           | یورو             | شهرستان و ناحیه‌ای از فرانسه                           |
| Flag of Saba                                  | سیبا                                              | Saba                                                      | هلندی: Saba انگلیسی: Saba                      | The Bottom             | دلار آمریکا      | جزایر کارائیب هلند                                    |
| Flag of Curaçao                               | کوراسائو                                          | کوراسائو                                                  | هلندی: Land Curaçao پاپیامنتو: Pais Kòrsou     | Willemstad             | گیلدر آنتیل هلند | Constituent Country of the Kingdom of the Netherlands |
| Flag of Aruba                                 | آروبا                                             | آروبا                                                     | هلندی: Aruba                                   | Oranjestad             | آروبا فلورین     | Constituent Country of the Kingdom of the Netherlands |
| Flag of Sint Maarten                          | سینت مارتن                                        | سینت مارتن                                                | هلندی: Eilandgebied Sint Maarten               | Philipsburg            | گیلدر آنتیل هلند | Constituent Country of the Kingdom of the Netherlands |
| Flag of France                                | سنت بارثلمی                                       | قلمرو سنت بارثلمی                                         | فرانسوی: Saint-Barthélemy‎                      | گاستاویا               | یورو             | قلمروهای آن سوی دریاها                                |
| Flag of Greenland                             | گرینلند                                           | گرینلند                                                   | گرینلندی: Kalaallit Nunaat دانمارکی: Grønland  | نوک (گرینلند)          | کرون دانمارک     | Constituent Country of the Kingdom of Denmark         |
| Flag of France                                | جزیره کلیپرتون                                    | جزیره کلیپرتون                                            | فرانسوی: Île de la Passion‎                     | N/A                    | یورو             | Overseas Possession of France                         |
| Flag of France                                | سنت مارتین فرانسه                                 | قلمرو سنت بارثلمی                                         | فرانسوی: Saint-Martin‎                          | Marigot                | یورو             | قلمروهای آن سوی دریاها                                |
| Flag of France                                | سن پیر و میکلن                                    | Territorial Collectivity of Saint Pierre and Miquelon     | فرانسوی: Saint-Pierre-et-Miquelon‎              | Saint-Pierre           | یورو             | قلمروهای آن سوی دریاها                                |
| Flag of San Andrés y Providencia              | مجمع‌الجزایر سن آندرس، پروویدنسیا و سانتا کاتالینا | Archipelago of San Andrés, Providencia and Santa Catalina | اسپانیایی: San Andrés y Providencia‎            | San Andrés             | پزوی کلمبیا      |                                                       |
| Flag of Sint Eustatius                        | سینت یوستیشس                                      | سینت یوستیشس                                              | هلندی: Sint Eustatius انگلیسی: Statia          | Oranjestad             | دلار آمریکا      | جزایر کارائیب هلند                                    |
| Flag of the Federal Dependencies of Venezuela | Federal Dependencies of Venezuela                 | Federal Dependencies of Venezuela                         | اسپانیایی: Dependencias Federales de Venezuela‎ | مجمع‌الجزایر لوس روکوئز | بولیوار ونزوئلا  |                                                       |